# David Carson
David Carson (...) è un regista britannico.

## Biografia
Ha diretto numerosi episodi di serie televisive fra le quali Le avventure di Sherlock Holmes, Star Trek: The Next Generation, Star Trek: Deep Space Nine, Smallville, Doogie Howser (Doogie Howser, MD) e L.A. Law - Avvocati a Los Angeles. Ha anche diretto il film Generazioni (Star Trek: Generations, 1994).

## Vita privata
È sposato con l'attrice Kim Braden dalla quale ha avuto due figli.

## Filmografia parziale

### Cinema
- Generazioni (Star Trek: Generations, 1994)

### Televisione
- Star Trek: The Next Generation - serie TV, 4 episodi (1989-1992)
- Star Trek: Deep Space Nine - serie TV, 4 episodi (1993-1994)